# Obbugten
Obbugten (russisk: О́бская губа́, tr. Óbskaja gubá) er en bugt i Nordrusland. Den ligger i Jamalo-Nenetskij autonome okrug, nordøst for de nordlige Uralbjerge.
Obbugten starter ved Karahavet i Ishavet, og strækker sig sydover til mundingen af floden Ob, som den er opkaldt efter. Den er omkring 800 km lang, og bredden varierer mellem 30 og 90 km. Bugten er relativt lavvandet med en gennemsnitlig dybde på 10-12 meter, hvilket lægger begrænsninger på adgangen for tung søtransport. Omtrent midt i bugten ligger Tazbugten, en østlig sidegren dannet af floden Taz. Det daglige tidevand i bugten er 0,7 m, ved nordenvind kan vandstanden i bugten stige med op til 2 m.
Ved Obs munding inderst i bugten ligger flere flade og lave øer, som er beskyttede som vådområder under Ramsar-konventionen. Ellers er der ingen øer i Obbugten før den udmunder i Karahavet.

## Økonomisk betydning
Der er opdaget store forekomster af naturgas og olie i området. Olie og gas fra felterne i området bliver sendt sydover via rørledninger og jernbane. Jamburg-gasfeltet anses for at være et af verdens største, og ligger mellem den sydlige del af bugten og Taz-floden mod øst.
Området omkring bugten er forholdsvis tyndt befolket. Den største bosætning er Novyj Port på vestsiden af bugten, som har omkring 1.800 indbyggere. Jamburg er den næststørste bebyggelse med omkring 300 indbyggere.